# Estadi Hermanos Llana
Hermanos Llana és el nom que rep l'estadi de futbol on juga els seus partits habitualment l'Astur Club de Futbol. Durant quatre anys, de 2003 a 2007, l'equip va jugar de local amb el nom d'Oviedo Astur Club de Futbol, canviat de nom a partir del tradicional Astur CF. Des de 2007, després de recuperar el nom del club torna a jugar els partits de local com a Astur Club de Futbol. Té una capacitat per a 800 espectadors i una superfície de gespa artificial.
Aquest estadi està situat a escassos metres del Nou Carlos Tartiere, estadi on juga habitualment els seus partits el Real Oviedo.